# SDSS J140821.67+025733.2
SDSS_J140821.67+025733.2는 초대질량 블랙홀로, 질량은 태양의 1,996억 배를 넘는다.